# Aut idem
Der Begriff aut idem ist ein medizinisch-pharmazeutischer Fachausdruck, der aus dem Lateinischen stammt und wörtlich „oder ein Gleiches“ bedeutet. Ein Arzt erlaubt dem Apotheker durch das Anbringen der Wörter „aut idem“ auf einem Rezept, ein anderes als das namentlich verordnete, aber wirkstoffgleiches Arzneimittel abzugeben.

## Konzept
Ursprünglich diente der Rezeptzusatz dazu, die rasche Versorgung eines Patienten mit Medikamenten sicherzustellen, auch wenn die Apotheke das im Rezept namentlich genannte Medikament nicht vorrätig hatte. Heute hingegen dient das Ersetzen des verordneten Mittels durch ein wirkstoffgleiches, günstigeres Mittel vielfach dazu, Einsparungen im Arzneimittelbereich zu erzielen.

## Durchführung in Deutschland

Muster 16: Formular für Arzneimittelverordnungen (deutsches Krankenkassenrezept)

Im deutschen Gesundheitswesen sind Apotheker gemäß § 129 Fünftes Buch Sozialgesetzbuch (SGB V) verpflichtet, bei einer Aut-idem-Verordnung ein Rabattarzneimittel abzugeben. Man verspricht sich dadurch Einsparungen im Arzneimittelbereich. Auf den heutigen, zur Abrechnung mit den gesetzlichen Krankenkassen vorgeschriebenen Rezeptformularen (Muster 16) sind Aut-idem-Felder vorgedruckt, die der Arzt ankreuzen muss, sollte er keine Ersetzung des Medikaments erlauben („Nec aut idem“). Ein unverändert belassenes Aut-idem-Feld hat also automatisch die Bedeutung „aut idem“. Ursprünglich war das Feld anzukreuzen, wenn der Austausch erlaubt werden sollte. Da dies jedoch von den Ärzten kaum genutzt wurde, der Austausch jedoch wegen der erhofften Einsparungen politisch gewollt war, wurde 2002 eine Bedeutungsumkehr verfügt, nunmehr ist der Austausch ausgeschlossen, wenn das Feld angekreuzt ist.
Der Apotheker hat ein Arzneimittel abzugeben, das in Wirkstoff, Wirkstoffstärke, Packungsgröße und in (mindestens) einer Indikation mit dem ursprünglich verordneten Arzneimittel übereinstimmt sowie eine identische oder als „vergleichbar“ definierte Darreichungsform hat.

### Pflichten der Apotheke
- Hat der Arzt die Ersetzung eines Medikamentes nach der Aut-idem-Regelung nicht ausgeschlossen (das Aut-idem-Kreuz also nicht gesetzt), so ist zu prüfen, ob die Krankenkasse des Versicherten für dieses Arzneimittel oder für eines, das die obigen Austauschkriterien erfüllt, einen Arzneimittel-Rabattvertrag mit einem Hersteller geschlossen hat. Wenn ja, so ist ein Vertragsarzneimittel abzugeben.
- Existieren keine Rabattverträge oder sind die Vertragsarzneimittel nicht lieferbar, so hat der Apotheker die Wahl zwischen den vier preisgünstigsten Arzneimitteln, welche die Aut-idem-Austauschkriterien erfüllen. Dabei darf das abgegebene Arzneimittel nicht teurer als das namentlich verordnete sein und das namentlich verordnete kommt nur in Betracht, wenn es zu den vier preisgünstigsten gehört.
- Für bestimmte Arzneimittel ist der Austausch gemäß Aut-idem-Regelung nicht zulässig, es ist dann ausschließlich das namentlich verordnete Arzneimittel abzugeben, unabhängig davon, ob der Arzt ein Kreuz gesetzt hat oder nicht.

### Probleme und Folgen
- Da die Entscheidung, welches Generikum welchen Herstellers abzugeben ist, nicht mehr komplett in der Apotheke fällt, sind Lieferengpässe durch nicht lieferfähige Hersteller oder Wartezeiten durch Bestellungen seitens der Apotheke nicht immer auszuschließen.
- Patienten mit Dauermedikation können nun häufiger Medikamente in anderen Packungen erhalten. Befürchtungen, das andere Arzneimittel könnte nicht genau so wirken wie das vorherige, verschlechtern die Compliance und können zu Nocebo-Effekten führen.[4]
- Die auszutauschenden Arzneimittel können sich geringfügig unterscheiden, was im konkreten Einzelfall jedoch entscheidend sein kann. So sind die Austauschpräparate gegebenenfalls nicht teilbar, so dass der Patient die individuell benötigte Dosis nicht erzeugen kann.
- Bei Präparaten mit geringer therapeutischer Breite und empfindlicher Resorption (Wirkstoffe kritischer Dosierung, z. B. Schilddrüsenhormone, Immunsuppressiva, Herzglykoside und Phenprocoumon) kann es bereits durch geringfügige Unterschiede der Bioverfügbarkeit zu mitunter gefährlichen Dosierungsproblemen kommen. Für einige vom Gemeinsamen Bundesausschuss in der sogenannten Substitutionsausschlussliste festgelegten Wirkstoffe bzw. deren Darreichungsformen besteht deswegen mittlerweile ein Austauschverbot.
- Besonders bei älteren Patienten, die zahlreiche Arzneimittel nebeneinander einnehmen müssen, können häufig wechselnde Präparatenamen und -aufmachungen zu Verwechslungen und Fehlmedikationen führen.
- Sofern ein Rabattvertrag zwischen der Krankenkasse und einem Hersteller besteht, ist es möglich, dass der Versicherte trotzdem die gesetzlich vorgeschriebene Zuzahlung zu leisten hat, obwohl das Medikament anderer Hersteller auf der Liste der zuzahlungsbefreiten Medikamente gelistet ist.
- Ursprünglich war vorgeschrieben, dass das abgegebene Arzneimittel sämtliche Indikationen haben musste, die auch das ursprünglich verordnete Arzneimittel gehabt hätte. Inzwischen reicht es aus, wenn eine Indikation übereinstimmt; dies muss jedoch nicht die für den konkreten Patienten zutreffende sein. Dadurch kann es vorkommen, dass der Patient die für seine Krankheit zutreffenden Hinweise und Anwendungsvorschriften im Beipackzettel nicht findet.
- Die Anwendung von als austauschbar definierten Arzneimitteln kann sich mitunter erheblich unterscheiden. Dies ist beispielsweise bei Pulverinhalatoren der Fall. Die verschiedenen Inhalatursysteme erfordern unterschiedliche Handhabung, und je nach Schweregrad der Atemwegserkrankung kann ein Austauschpräparat für den Patienten völlig unbrauchbar sein, da er etwa die erforderliche Saugkraft nicht aufbringen kann.

## Situation in Österreich
Im Rahmen der Gesundheitsreform zur Entlastung der Krankenkassen wird die Einführung einer „Aut-idem-Regelung“ diskutiert, die den Arzt verpflichtet, einen Wirkstoff zu verschreiben; nur in begründeten Ausnahmefällen darf er auf einem bestimmten Präparat bestehen. Diese Regelung würde jene ca. 200 Medikamente betreffen, die in Österreich als Generika-fähig eingestuft werden.